# Iúri Vlássov
Iúri Petrovítch Vlássov (em russo:  Юрий Петрович Власов; Makeevka, 5 de dezembro de 1935 – 13 de fevereiro de 2021) foi um halterofilista, escritor e político russo, campeão mundial e olímpico pela União Soviética.
Vlassov alcançou notoriedade internacional em 1959 quando ganhou o campeonato europeu e mundial, que foram organizados como um único evento. Mais tarde, ele ganhou mais três campeonatos mundiais e mais cinco títulos europeus. Em 1960, Vlassov ganhou com facilidade a medalha de ouro nos Jogos Olímpicos de Verão de 1960. Em 1964, ele foi fortemente favorecido para ganhar a segunda medalha de ouro olímpica, mas foi derrotado por seu companheiro, também soviético, Leonid Jabotinski.
Vlassov estabeleceu 31 recordes mundiais na categoria acima de noventa quilogramas — sete no desenvolvimento (ou prensa militar, movimento-padrão abolido em 1973), sete no arranque, nove no arremesso e oito no total combinado (soma dos três levantamentos). Foi o primeiro homem a levantar mais de 200 kg no arremesso em competição oficial.
Após sua aposentadoria do levantamento de peso, Vlassov voltou-se para a literatura. Em 1989, foi eleito para o Congresso dos Sovietes do Oblast de Liublanski de Moscou, mas ele deixou o partido após a dissolução da União Soviética. Em 1993, foi eleito para a Duma russa. Em 1996, Vlassov concorreu as eleições presidenciais russas, mas com pouco sucesso.
Morreu em 13 de fevereiro de 2021, aos 85 anos de idade.